# Distanzierung
Distanzierung bzw. distanzieren (den Abstand vergrößern) bedeutet in übertragenen Sinne umgangssprachlich wie soziologisch das Markieren einer sozialen Distanz zwischen einem Akteur und einer anderen Person oder seiner Tat bzw. Äußerung. Man „distanziert“ sich indirekt oder ausdrücklich von etwas.
Das Eigenschaftswort distanziert kann auch für eine sehr zurückhaltende Form der Höflichkeit stehen. 
In der Prozesssoziologie nach Norbert Elias bezeichnet „Distanzierung“ einen zunehmenden emotionalen Abstand von der Realität, der es erlaubt, sie zunehmend nüchterner zu analysieren und allmählich realitätsgerechtere Modelle bzw. Theorien (auch Alltagstheorien) zu entwickeln, die die Chance einer erfolgreichen Kontrolle der Realität erhöhen. Der Gegenbegriff hierzu ist Engagement, hier verstanden als hohe emotionale Nähe zur Realität, die zu lebhaften  Projektionen eigener Wunsch- und Furchtbilder auf die Realität und damit zu verzerrter Sicht sowie zu geringeren Chancen der Kontrolle realer Gefahren führt. Beide Perspektiven kommen in extremer bzw. idealtypischer Form nur äußerst selten vor und können als psychische Krankheiten bezeichnet werden.
Der Normalfall ist eine unterschiedlich ausbalancierte Mischung von engagiertem und distanziertem Verhältnis zur Realität. Das Verhältnis dieser beiden Merkmale von Persönlichkeitsstrukturen verändert sich historisch entsprechend den Veränderungen der Sozialstrukturen. Elias geht von einem Zivilisierungsprozess aus, der zunehmend distanziertere Persönlichkeitsstrukturen hervorbringt, die die Grundlage auch des wissenschaftlichen Fortschritts darstellen.

## Einzelnachweis
1. ↑  
Distanzierung, die. Bedeutungen. Digitales Wörterbuch der deutschen Sprache, abgerufen am 4. März 2025.